# عملة خمسين سنت أسترالية مستديرة
عملة الخمسين سنتًا المستديرة أعلى فئة والأكبر قطرًا بين العملات العشرية الأسترالية وقد طُرحت عام 1966. وبلغت قيمتها الاسمية نصف دولار أسترالي أي ما يعادل خمسة شلنات في النظام المحاسبي قبل النظام العشري. ونظرًا لكثرة عدد العملات المسكوكة عام 1966 وارتفاع تكلفة الفضة لم تُصك هذه العملة في أي عام آخر. استُبدلت بعملة اثني عشر وجهًا فئة الخمسين سنتًا عام 1969 والتي احتفظت بوجهها الخلفي بشعار النبالة الأسترالي.
احتوت عملة الخمسين سنتًا المستديرة على 80% فضة و20% نحاس. ولكن نظرًا للارتفاع السريع في قيمة الفضة بعد إصدارها أصبحت قيمتها السبائكية أعلى من قيمتها الاسمية فسحبوها من التداول. سكت 36.45 مليون عملة منها 14 مليونًا قيد التداول.
لا تزال العملات المعدنية من فئة 50 سنتًا تُعتبر عملة قانونية ولكنها نادرًا ما تُستخدم كوسيلة للدفع. واعتبارًا من 12 نوفمبر 2023 أصبحت قيمة السبائك لعملة معدنية مستديرة بقيمة 50 سنت حوالي 11.94 دولار أسترالي.

## روابط خارجية
- العملة الأسترالية العشرية